# Gary Paterson
Gary J. Paterson (sinh năm 1949) là Người điều hành của Giáo hội Thống nhất của Canada từ năm 2012–2015. Ông là người đồng tính công khai đầu tiên đảm nhận vị trí này kể từ khi giáo hội này được thành lập vào năm 1925 và là người đầu tiên trên thế giới lãnh đạo một giáo phái Cơ đốc lớn.

## Đầu đời và giáo dục
Paterson sinh ra ở Whitehorse, Yukon vào năm 1949, và là một người con trong gia đình quân nhân, sống ở Toronto, Ontario và Đức trước khi gia đình ông định cư ở Vancouver, British Columbia.
Ông đã lấy được hai bằng văn học Anh và trở thành một giảng viên chuyên nghiệp tại Đại học British Columbia.

## Danh dự và đời tư
Paterson nhận bằng tiến sĩ danh dự từ Trường Thần học Vancouver vào năm 2012.
Paterson hiện đang sống ở Vancouver với chồng của mình, Tim Stevenson, một ủy viên hội đồng thành phố Vancouver, người, vào năm 1992, là người đồng tính công khai đầu tiên được Giáo hội Thống nhất phong chức. Paterson có ba người con từ cuộc hôn nhân trước.